# Broken Bells
Broken Bells est un groupe de rock américain, originaire de Los Angeles, en Californie. Il est composé de l'artiste-producteur Brian Burton (aussi connu sous le nom de Danger Mouse) et James Mercer (chanteur et guitariste, leader du groupe indépendant The Shins). Broken Bells compose en duo, mais est complété par un groupe lors de ses tournées. Après le succès de leur premier album titré Broken Bells, Mercer et Burton en ont sorti un second en 2014, After The Disco. 

## Biographie
Le projet commun est annoncé le jeudi 29 septembre 2009 ; les deux membres décident de travailler ensemble après leur rencontre au festival de Roskilde en 2004, au cours de laquelle ils se rendirent compte qu'ils étaient fans de leur travail respectif. Il faut quatre ans de plus pour qu'ils commencent à travailler ensemble : l'enregistrement commence dans le secret vers mars 2008, dans le studio de Burton, à Los Angeles. Les deux artistes qualifient leur production de « mélodique, mais aussi expérimentale ». Le 14 décembre, le groupe envoya une annonce par e-mail sous la forme d'un message binaire qui affichait The high road is hard to find avec un lien vers le site officiel, aux couleurs changées pour l'occasion, en promettant « plus de détails ».
Le 21 décembre est annoncée la sortie d'un signe intitulé The High Road, distribué gratuitement sur le site officiel. L'album éponyme sort le 9 mars 2010 au Canada et aux États-Unis. L'album se vend à 40 000 exemplaires, et atteint la septième place du classement Billboard. Une autre version de l'album est produite, conçue pour être vendue sous la forme d'une boîte à musique qui joue, lorsqu'on l'ouvre, un morceau appelé The Overture (et qui n'était pas présent sur l'album). Avant l'album Broken Bells, Mercer et Burton avaient tous les deux travaillé sur le titre Insane Lullaby de l'album Dark Night of the Soul de Danger Mouse et Sparklehorse. Depuis, Broken Bells a joué le morceau de nombreuses fois, souvent comme un hommage à Mark Linkous, le leader de Sparklehorse qui s'est suicidé début 2010. Mercer et Burton réalisent une vidéo de Insane Lullaby pour la NPR.
Broken Bells publie un EP, intitulé Meyrin Fields, le 18 mars 2011. Le 14 février 2012, lors d'un entretien avec KINK.FM (chaine de radio locale de Portland), James Mercer annonce un deuxième album. Le mardi 8 octobre 2013, le groupe annonce sur son site web la sortie de leur second album intitulé After the Disco pour le mois de janvier 2014. After the Disco est publié le 4 février 2014. Le même jour, ils reprennent And I Love Her de Ringo Starr. Le groupe joue Holding on for Life le 7 mars 2014, dans un épisode du Tonight Show Starring Jimmy Fallon. 
En août 2018 une série de publications du groupe sur les réseaux sociaux laissent entendre que Danger Mouse et James Mercer auraient commencé à travailler sur un troisième album. Le 7 décembre 2018, un premier extrait de ce nouvel album paraît sous la forme du single Shelter.

## Membres
- James Mercer - chant, guitare, basse, claviers
- Brian Burton (Danger Mouse) - claviers, basse, batterie, production
- Dan Elkan - guitare, basse, claviers, chant (pour les tournées)
- Jon Sortland - batterie, claviers, basse, chant (pour les tournées)

## Discographie

### Albums studio
| Année | Album                                                                | Meilleure position | Meilleure position | Meilleure position | Meilleure position | Meilleure position | Meilleure position | Meilleure position | Meilleure position | Meilleure position | Meilleure position |  |
| Année | Album                                                                | US                 | AUS                | BEL (FL)           | CAN                | DAN                | FIN                | FRA                | ALL                | SUI                | R-U.               |  |
| ----- | -------------------------------------------------------------------- | ------------------ | ------------------ | ------------------ | ------------------ | ------------------ | ------------------ | ------------------ | ------------------ | ------------------ | ------------------ |  |
| 2010  | Broken Bells - Sortie : 9 mars 2010 - Label : Columbia Records       | 7                  | 20                 | 72                 | 16                 | 14                 | 41                 | 88                 | 67                 | 17                 | 47                 |  |
| 2014  | After the Disco - Sortie : 3 février 2014 - Label : Columbia Records | 5                  | 14                 | 29                 | 3                  | 22                 | 47                 | 74                 | 28                 | 10                 | 12                 |  |
| 2022  | Into the Blue - Sortie : 7 octobre 2022 - Label : AWAL Recordings    |                    |                    |                    |                    |                    |                    |                    |                    |                    |                    |  |

### Singles
| Année                                  | Single               | Meilleure position | Meilleure position | Meilleure position | Meilleure position | Album           |
| Année                                  | Single               | US                 | US Alt.            | US Rock            |                    | Album           |
| -------------------------------------- | -------------------- | ------------------ | ------------------ | ------------------ | ------------------ | --------------- |
| 2009                                   | The High Road        | 15                 | 10                 | 75                 | 60                 | Broken Bells    |
| 2010                                   | The Ghost Inside     | —                  | 27                 | —                  | —                  | Broken Bells    |
| 2010                                   | October              | —                  | —                  | —                  | —                  | Broken Bells    |
| 2013                                   | Holding On for Life  | 35                 | 16                 | —                  | —                  | After the disco |
| 2015                                   | It's That Talk Again |                    |                    |                    |                    |                 |
| 2018                                   | Shelter              |                    |                    |                    |                    |                 |
| — = morceaux non classés au hit-parade |                      |                    |                    |                    |                    |                 |